# لوثر إنغرام
لوثر إنغرام (بالإنجليزية: Luther Ingram)‏ هو موسيقي ومغن مؤلف ومغني أمريكي، ولد في 30 نوفمبر 1937 في جاكسون في الولايات المتحدة، وتوفي في 19 مارس 2007 في بلفيل في الولايات المتحدة بسبب قصور القلب.

## وصلات خارجية
- الموقع الرسمي
- لوثر إنغرام على موقع IMDb (الإنجليزية)
- لوثر إنغرام على موقع روتن توميتوز (الإنجليزية)
- لوثر إنغرام على موقع ميوزك برينز (الإنجليزية)
- لوثر إنغرام على موقع أول ميوزيك (الإنجليزية)
- لوثر إنغرام على موقع ديسكوغز (الإنجليزية)
- لوثر إنغرام على موقع قاعدة بيانات الفيلم (الإنجليزية)